# Chiesa di San Giorgio Martire (Gropello Cairoli)
La chiesa di San Giorgio Martire è la parrocchiale di Gropello Cairoli, in provincia di Pavia e diocesi di Vigevano; fa parte del vicariato di Garlasco.

## Storia
Il luogo di culto fu costruito in epoca medievale: le più antiche testimonianze della sua esistenza risalgono al 1322, quando l'edificio fu menzionato nelle rationes decimarum della diocesi di Pavia, ma la sua origine è probabilmente databile già al XII secolo.
Nel XV secolo la chiesa subì le prime significative modifiche. Nel 1460 il tempio, già dipendente dalla parrocchia di Dorno, risultava sede di rettoria, come indicato nel resoconto della visita pastorale del vicario diocesano Amico de Fossulanis.
Nel Seicento l'edificio fu quasi completamente ricostruito in forme barocche, ribaltandone l'orientamento e conservando solo le pareti laterali, le cappelle e la base del campanile.
Nel 1817 la chiesa, unitamente a quelle limitrofe, fu aggregata alla diocesi di Vigevano per decisione di papa Pio VII, mentre sette anni dopo il vescovo Giovanni Francesco Toppia la eresse a sede di prepositura. Nel 1845 dalla parrocchia dipendevano una chiesa e due oratori, per un numero di fedeli complessivo pari a 2898.
Verso la fine del XIX secolo l'edificio fu allungato in direzione del coro, mentre nel 1903 fu dotato di una nuova facciata monumentale; negli anni venti gli interni furono decorati con affreschi.

## Descrizione

### Esterno
La facciata della chiesa, rivolta a sudest e rivestita in mattoni a faccia vista, è preceduta dal pronao che s'apre frontalmente su tre archi a tutto sesto e che è abbellito da tre statue; il prospetto, coronato dal timpano triangolare, presenta centralmente il portale d'ingresso, mentre sopra vi sono tre finestroni murati.
Annesso alla parrocchiale è il campanile a pianta quadrata, la cui cella presenta su ogni lato una monofora ed è coperta dal tetto a quattro falde.

### Interno
L'interno dell'edificio si compone di un'unica navata, sulla quale si affacciano le cappelle laterali, introdotte da archi a tutto sesto, e le cui pareti sono scandite da lesene scanalate sorreggenti il cornicione aggettante e modanato sul quale si imposta la volta; al termine dell'aula si sviluppa il presbiterio, rialzato di tre gradini, ospitante l'altare maggiore e chiuso dall'abside semicircolare.